# Bolt
Bolt (conocida como Bolt: Un perro fuera de serie en Hispanoamérica) es una película animada por ordenador de 2008, dirigida por Chris Williams y Byron Howard y producida por Walt Disney Pictures. Bolt narra la historia de un perro que, siendo la estrella canina de una exitosa serie de televisión (aunque él no lo comprenda en su totalidad, ya que piensa que todo lo que está pasando en la serie, es real), es enviado por accidente desde su set de Hollywood hacia la ciudad de Nueva York, por lo que, para reencontrarse con su dueña, Penny, Bolt debe cruzar el país entero. Es la película número 48 en el canon de Walt Disney Animation. En la versión original las voces de Bolt y Penny están interpretadas por John Travolta y Miley Cyrus respectivamente.
El doblaje, tanto el de España como el de Hispanoamérica, cuenta con las voces de Les Luthiers; mientras que el personaje protagonista es interpretado por Fernando Cabrera en España y por Ernesto Laguardia en Hispanoamérica.

## Argumento
Un cachorro de pastor blanco es adoptado por Penny, una niña de ocho años de edad, a quien lo llama Bolt. Cinco años después, Bolt y Penny (con ahora 13 años de edad) son estrellas en una popular serie de televisión llamada Bolt, en la que Bolt usa varios superpoderes para proteger a Penny de los villanos. Para que la actuación fuera más realista, los productores del show habían estado engañando a Bolt durante toda su vida, preparando la filmación de tal modo que el perro creyera que todo lo sucedido en el show era real y que realmente tiene superpoderes, incluyendo un "super ladrido" sónico increíblemente devastador. Cuando un episodio con final abierto le hace creer que Penny había sido secuestrada, Bolt escapa de su tráiler en Hollywood para rescatarla, pero en el proceso queda inconsciente y atrapado en una caja con poliestireno que es enviada a Nueva York.
Ya en Nueva York, Bolt continúa buscando a Penny y, para su asombro y confusión, descubre por las malas que sus "superpoderes" son inútiles. Más tarde conoce a Mittens, una gata callejera que atormenta palomas para sacarles comida. Bolt obliga forzosamente a Mittens - quien inmediatamente se convence de que es un lunático - a llevarlo de vuelta con Penny, y ambos comienzan un viaje hacia el oeste en camión. Mientras tanto, en Hollywood, Penny queda angustiada por la desaparición de Bolt, pero es convencida por los productores de continuar filmando con un doble de Bolt menos experimentado.
Sorprendido al sentir hambre por primera vez, Bolt aprende con Mittens a fingir que es un perrito lindo con necesidades, lo que les consigue comida a ambos en un parque de casas rodantes. Allí conocen a Rhino, un hámster temerario y fanático de Bolt, quien se une al grupo. La fe inquebrantable de Rhino hace que Bolt alimente sus ilusiones sobre sí mismo, pero permite a Mittens darse cuenta de que Bolt es un perro de televisión. Tras el fracaso de intento de subir a un tren, Mittens intenta convencerlo que vivió en un mundo ficticio, pero Bolt simplemente se frustra. Mientras intenta derrotarla con su "super ladrido", aparece el control de animales y ambos son capturados y llevados a un refugio.
Bolt, liberado a mitad de camino por Rhino, se da cuenta y acepta finalmente que sólo es un perro normal, pero recupera su confianza cuando Rhino (negándose a asumir la realidad) lo exhorta a realizar un acto heroico. Rescatan a Mittens del refugio y, a medida que avanzan hacia el oeste, Bolt y la gata forman una amistad cercana en la que ella le enseña a ser un perro ordinario y disfrutar de las típicas actividades de los perros. Mittens hace planes para que los tres se queden a vivir en Las Vegas pero, al enterarse de que Bolt todavía está determinado a encontrar a Penny, le dice a este que Penny es sólo una actriz y que los humanos nunca aman verdaderamente a sus mascotas, eventualmente traicionándolas y abandonándolas como le había pasado a ella. Bolt se rehúsa a creerle y sigue solo hacia Hollywood. Poco después, motivado por Rhino, los dos amigos lo siguen.
Bolt llega al estudio y encuentra a Penny abrazando a su doble, sin saber que Penny aún lo extraña y que el afecto mostrado al doble era sólo parte de un ensayo. Con el corazón roto, Bolt se va, pero Mittens - que había logrado entrar al estudio - ve a Penny diciéndole a su madre lo mucho que extraña a Bolt. Mittens sigue a Bolt y le explica todo. Al mismo tiempo, el doble de Bolt entra en pánico durante una filmación y accidentalmente voltea unas antorchas, iniciando un incendio en el escenario con Penny atrapada adentro. Bolt la alcanza y ambos se reúnen en el estudio en llamas, pero no logran escapar antes de que Penny empiece a sofocarse por inhalación de humo. Penny le suplica a Bolt que huya pero este se niega a dejarla. Bolt utiliza su "super ladrido" a través del conducto de ventilación del estudio, alertando a los bomberos sobre su ubicación y permitiendo que ambos sean rescatados a tiempo.
Penny y su madre renuncian cuando su agente oportunista propone utilizar el incidente con fines publicitarios. El show continúa con actores de reemplazo y una trama nueva y bizarra que involucra una abducción alienígena. Penny adopta a Mittens y a Rhino, y la familia se muda a una casa rural a disfrutar un estilo de vida más simple y feliz con Bolt y las nuevas mascotas.

## Personajes
- Bolt: Es la gran estrella de un programa de televisión en el cual tiene poderes sorprendentes (aunque él cree que todo lo que está sucediendo es real). Siempre está acompañado de Penny. Bolt es enviado por error a Nueva York, donde conoce a Mittens. Bolt cree que ella (la gata) es malvada, así que la obliga a acompañarlo por todo el país. En esa gran aventura, Bolt se da cuenta de que lo que ocurre en su vida no es real, pero aprende una gran lección. Creía que las fibras de poliestireno eran la razón por la que no funcionaban sus poderes. A pesar de que algunos creen que Bolt es un West Highland white terrier, en realidad el diseño del personaje de Bolt está basado en un pastor blanco suizo, con cambios en las orejas, la nariz y el tamaño del cuerpo en general.[1]
- Mittens: Es una gata callejera y sarcástica que fue abandonada por su familia. Mientras estaba en Nueva York mandaba a un grupo de palomas para que le consiguieran comida. Le hace ver a Bolt que su vida era una mentira y también es la que le hace vivir una vida de perro normal. Nunca se aclaran los detalles de su pasado y se conoce su raza: es una gata bombay.
- Rhino: Es un hámster bastante aventurero. Su hogar era en una casa rodante, pero al conocer a Bolt se convirtió en un miembro del equipo. Es fanático del programa de Bolt (también creía que Bolt tenía superpoderes). Vivía con una anciana y varios hámsteres.
- Penny: Es una niña de 13 años que acogió a Bolt a los 8 años. Es muy cariñosa con él y, al enterarse de que está fuera del escenario, Penny hace lo posible para encontrarlo.
- Bobby, Billy y Joey: Son tres palomas originarias de Nueva York. Tienen un acento muy argentino. Ayudan a Bolt a encontrar a Mittens.

## Reparto
| Personaje                  | Voz original (inglés) | Doblaje al español (Hispanoamérica) | Doblaje al español (España) |
| -------------------------- | --------------------- | ----------------------------------- | --------------------------- |
| Bolt                       | John Travolta         | Ernesto Laguardia                   | Fernando Cabrera            |
| Mittens                    | Susie Essman          | Verónica Jaspeado                   | Mercedes Cepeda             |
| Rhino                      | Mark Walton           | Jesús Guzmán                        | Iván Jara                   |
| Penny                      | Miley Cyrus           | Samantha Domínguez Guzmán           | Andrea Rius                 |
| Dr. Calico                 | Malcolm McDowell      | Octavio Rojas                       | Luis Mas                    |
| Director                   | James Lipton          | Óscar Bonfiglio                     | Alejandro "Peyo" García     |
| Agente                     | Greg Germann          | Carlos Segundo                      | Pablo Del Hoyo              |
| Gato flaco                 | Diedrich Bader        | René Franco                         | Abraham Aguilar             |
| Gato gordo                 | Phil LaMarr           | Sergio Zurita                       |                             |
| Blake                      | Nick Swardson         | Luis Daniel Ramírez                 | Rafa Romero                 |
| Tom                        | J. P. Manoux          | Raúl Aldana                         |                             |
| Billy                      | Dan Fogelman          | Ramón Bazet                         |                             |
| Mindy                      | Kari Wahlgren         | Patricia Palestino                  | Ana María Mari              |
| Penny (niña)               | Chloë Grace Moretz    | Itzel Mendoza                       |                             |
| Matón                      | Randy Savage          |                                     |                             |
| Dr. Forrester              | Ronn Moss             | Héctor Lee Yazbek                   | Fernando Hernández          |
| Madre de Penny             | Grey DeLisle          | Rommy Mendoza                       | Olga Cano                   |
| Padre de Penny en la serie | Sean Donnellan        | Javier Poza                         | Claudio Serrano             |
| Vinnie                     | Lino DiSalvo          | Daniel Rabinovich                   | Daniel Rabinovich           |
| Joey                       | Todd Cummings         | Marcos Mundstock                    | Marcos Mundstock            |
| Bobby                      | Tim Mertens           | Carlos Núñez Cortés                 | Carlos Núñez Cortés         |
| Esther                     | Kellie Hoover         | Mayra Rojas                         | Ana Isabel Hernando         |
| Martin                     | Brian Stepanek        | Roberto Carrillo                    |                             |
| Lloyd                      | Jeff Bennett          |                                     |                             |
| Louie                      | Daran Norris          | Carlos López Puccio                 | Carlos López Puccio         |
| Saul                       | John DiMaggio         | Jorge Maronna                       | Jorge Maronna               |
| Ayudante del director      | Jenny Lewis           |                                     |                             |
| Niña                       | Tara Strong           |                                     |                             |

## Banda sonora
La versión japonesa tiene un tema final diferente llamado "Onaji Sora wo Miageteru" ("Estoy mirando el mismo cielo") de Natsu Kai.
- 1. Barking at the Moon
  - Escrita e interpretada por Jenny Lewis
  - Producida por Gillian Welch y David Rawlings, con Jenny Lewis y Johnathan Rice
  - Grabada y mezclada por Jason Lader
  - Jenny Lewis aparece por cortesía de Warner Bros. Records
- 2. I Thought I Lost You
  - Escrita por Miley Cyrus y Jeffrey Steele
  - Interpretada por: Miley Cyrus y John Travolta
  - Producida por Scott Cutler y Anne Preven
  - Mezclada por Trina Shoemaker

|  |

### En español para México
- 1. Ladrando a la Luna
  - Escrita e interpretada por Kudai

## Recepción

### Taquilla
La película recaudó $26.223.128 dólares en su primer fin de semana en Estados Unidos y $7.766.373 en otros territorios para un total de $33.989.501 dólares a nivel mundial.
Hasta el final de su tiempo en taquilla, la película recaudó $114.053.579 dólares en la taquilla estadounidense y $195.926.415 en la taquilla extranjera, recaudando así un total de $267.045.765 dólares, situándose en el puesto #550 y #400 de las películas más taquilleras de Estados Unidos y del mundo, respectivamente.
Es la decimoséptima película con la mayor recaudación de 2008. Además, es la decimoquinta película más taquillera de los clásicos de Disney.

### Crítica
La película recibió reseñas positivas de parte de la crítica y de la audiencia. En el portal de internet Rotten Tomatoes, la película posee una aprobación de 89%, basada en 179 reseñas, con una puntuación de 7.2/10 por parte de la crítica, mientras que de parte de la audiencia tiene una aprobación de 74% basada en 314 929 votos, con una puntuación de 3.6/5.
La página Metacritic le dio a la película una puntuación de 67 sobre 100, basada en 29 reseñas, indicando "reseñas generalmente positivas". 
Las audiencias de CinemaScore le otorgaron una puntuación de "A-" en una escala de A+ a F, mientras que en el sitio IMDb los usuarios le dieron una calificación de 6.9/10, con base en más de 160 000 votos. Debido a su temática de realidad simulada, la película fue comparada con The Truman Show (1998).
 En FilmAffinity, la cinta recibió una calificación de 6.2/10, basada en más de 22 000 votos.

## Premios y nominaciones
| Año  | Premio                                          | Categoría                                                            | Resultado                                                   |          |
| ---- | ----------------------------------------------- | -------------------------------------------------------------------- | ----------------------------------------------------------- | -------- |
| 2008 | Premios Óscar                                   | Mejor película animada                                               | Nominada                                                    |          |
| 2008 | Premios Globo de Oro                            | Mejor película animada Mejor canción original (I Thought I Lost You) | Nominada                                                    |          |
| 2008 | Premios Annie                                   | 5 categorías                                                         | Nominada                                                    |          |
| 2008 | Asociación de Críticos de Cine de Chicago       | Mejor película animada                                               | Nominada                                                    |          |
| 2008 | Sociedad de Críticos de Cine en Línea           | Mejor película animada                                               | Nominada                                                    |          |
| 2008 | Premios del Sindicato de Productores de América | Mejor película animada                                               | Nominada                                                    |          |
| 2008 | Premios Satellite                               | Mejor película animada                                               | Nominada                                                    |          |
| 2008 | 2009                                            | Premios de la Crítica Cinematográfica                                | Mejor película animada Mejor canción (I Thought I Lost You) | Nominada |